# ماركوس صامويلسون
ماركوس صامويلسون (بالسويدية: Marcus Samuelsson)‏ هو طاهي سويدي، ولد في 25 يناير 1970 في أديس أبابا في إثيوبيا.

## وصلات خارجية
- الموقع الرسمي
- ماركوس صامويلسون على موقع IMDb (الإنجليزية)
- ماركوس صامويلسون على موقع قاعدة بيانات الفيلم (الإنجليزية)